# Landbuch der Sechsämter
Das Landbuch der Sechsämter von 1499 ist das erste Besitzverzeichnis des Sechsämterlandes als Teil des Markgraftums Brandenburg-Kulmbach.
Das Sechsämterland bezeichnet eine Verwaltungsgliederung der Brandenburg-Kulmbacher Markgrafen für den heutigen Landkreis Wunsiedel, die mit Amtmännern besetzt war. Die sechs Ämter sind:
1. Hohenberg
2. Kirchenlamitz
3. Selb
4. Thierstein
5. Weißenstadt und
6. Wunsiedel

Das Landbuch der Sechsämter entstand, ebenso wie das Landbuch von Hof, zur Zeit des Markgrafen Friedrich II.  und ist eine erste genaue Beschreibung der Besitzverhältnisse. Es ist eine wichtige Quelle der Heimatforschung. Einige Orte sind dort erstmals urkundlich erwähnt, das Buch bietet weiterhin Anhaltspunkte für die Wüstungsforschung. Für Grenzbeschreibungen wurden unter anderem Grenzsteine und markante Landschaftspunkte herangezogen, zum Beispiel der Zellerfels und der Hohe Stein. Enthalten sind auch viele Gelände- und Flurbezeichnungen, der Kühberg und der Silberbach wurden erstmals namentlich genannt. Der Heimatforscher Friedrich Wilhelm Singer ist Herausgeber einer bearbeiteten Fassung dieser Quelle.